# ييلاتما (ريازان)
ييلاتما (بالروسية: Елатьма) هي مدينة في مقاطعة ريازان أوبلاست في روسيا.
يبلغ عدد سكانها حوالي 3630 نسمة.